# Mathias Gehrt
Mathias Krathmann Gehrt (Kopenhagen, 7 juni 1992) is een Deens voetballer. Hij speelt als middenvelder.
Halverwege het seizoen 2013/14 verruilde hij Brøndby IF voor ADO Den Haag. Daar werd zijn contract in augustus 2016 ontbonden en een maand later ging Gehrt voor FC Helsingør spelen. Op 31 augustus 2018 liet Gehrt zijn contract ontbinden en vervolgde zijn loopbaan direct bij Nykøbing FC.
Gehrt was Deens jeugdinternational.

## Statistieken
| Seizoen                         | Club         | Land       | Competitie  | Wed. | Goals |
| ------------------------------- | ------------ | ---------- | ----------- | ---- | ----- |
| 2010/11                         | Brøndby IF   | Denemarken | Superligaen | 12   | 2     |
| 2011/12                         | Brøndby IF   | Denemarken | Superligaen | 13   | 1     |
| 2012/13                         | Brøndby IF   | Denemarken | Superligaen | 27   | 1     |
| 2013/14                         | Brøndby IF   | Denemarken | Superligaen | 4    | 0     |
| 2013/14                         | ADO Den Haag | Nederland  | Eredivisie  | 23   | 5     |
| 2014/15                         | ADO Den Haag | Nederland  | Eredivisie  | 12   | 3     |
| 2015/16                         | ADO Den Haag | Nederland  | Eredivisie  | 0    | 0     |
| 2016/17                         | FC Helsingør | Denemarken | 1. division |      |       |
| Totaal                          | Totaal       | Totaal     | Totaal      | 91   | 12    |
| Bijgewerkt op 29 september 2015 |              |            |             |      |       |